# Stagione 2014-2015 di pattinaggio di figura
La stagione di pattinaggio di figura 2014-15 è iniziata il 1º luglio 2014 ed è terminata il 30 giugno 2015. Durante la stagione i pattinatori si sono sfidati nei campionati europei, i campionati dei quattro continenti, i campionati mondiali junior e i campionati mondiali. Altri eventi fanno parte del Grand Prix e del Grand Prix ISU juniores, che si concludono con la finale del Grand Prix e la finale del Grand Prix juniores. In questa stagione si é tenuta inoltre una nuova competizione, l'ISU Challenger Series che comprende tutte quelle gare autunnali che non fanno parte dei circuiti Grand Prix.